# Цициновский, Ян Станиславович
Ян Станиславович Цицино́вский (1922—1998) — советский театральный режиссёр.

## Биография
Родился 28 августа 1922 года в селе Котельня Андрушевского р-на, Житомирской обл. С 1952 года актёр Ереванского РДТ имени К. С. Станиславского. С 1962 года главный режиссёр Хабаровского драматического театра. С 1968 года главный режиссёр Ростовского ОДТ имени М. Горького. С 1979 года главный режиссёр РДТ имени А. П. Чехова в Кишинёве.
Умер 6 декабря 1998 года в Кишинёве.

## Театральные постановки
МАДТ имени В. В. Маяковского
- «В горах мое сердце» У. Сарояна

Хабаровский драматический театр
- «Царь Фёдор Иоаннович» А. К. Толстого
- «Мамаша Кураж и ее дети» Б. Брехта
- «Король Лир» Шекспира
- «Иванов» А. П. Чехова
- «Палата» С. И. Алёшина
- «Ярость» Е. Г. Яновского
- «Семья Плахова» В. А. Шаврина

Ростовский театр драмы имени М. Горького
- «Тихий Дон» М. А. Шолохова

## Признание
- Государственная премия РСФСР имени К. С. Станиславского (1976) — за спектакль «Тихий Дон» М. А. Шолохова, поставленный на сцене Ростовского областного драматического театра имени М. Горького
- заслуженный деятель искусств РСФСР (1967)
- заслуженный артист Армянской ССР